# Oleksandriwka (Melitopol)
Oleksandriwka (ukrainisch Олександрівка; russisch Александровка Aleksandrowka) ist ein Dorf im Süden der ukrainischen Oblast Saporischschja mit etwa 1000 Einwohnern.
Das Dorf wurde 1861 unter dem Namen Newkus (Невкус) gegründet, seit 1920 hat es seinen heutigen Namen. Es liegt am Molotschna-Liman, 36 km südlich vom Rajonzentrum Melitopol und etwa 150 km südlich vom Oblastzentrum Saporischschja entfernt.
Im März 2022 wurde der Ort durch russische Truppen im Rahmen des Russischen Überfalls auf die Ukraine eingenommen und befindet sich seither nicht mehr unter ukrainischer Kontrolle.

## Verwaltungsgliederung
Am 27. November 2017 wurde das Dorf zum Zentrum der neugegründeten Landgemeinde Oleksandriwka (Олександрівська сільська громада/Oleksandriwska silska hromada). Zu dieser zählten auch die 2 Dörfer Diwnynske und Netschkyne, bis dahin bildete es zusammen mit dem Dorf Netschkyne die gleichnamige Landratsgemeinde Oleksandriwka (Олександрівська сільська рада/Oleksandriwska silska rada) im Südwesten des Rajons Pryasowske.
Am 12. Juni 2020 kamen noch 11 weitere in der untenstehenden Tabelle aufgelistete Dörfer zum Gemeindegebiet.
Seit dem 17. Juli 2020 ist sie ein Teil des Rajons Melitopol.
Folgende Orte sind neben dem Hauptort Oleksandriwka Teil der Gemeinde:
| Name                     | Name              | Name                                    |
| ukrainisch transkribiert | ukrainisch        | russisch                                |
| ------------------------ | ----------------- | --------------------------------------- |
| Diwnynske                | Дівнинське        | Девнинское (Dewninskoje)                |
| Dunajiwka                | Дунаївка          | Дунаевка (Dunajewka)                    |
| Heorhijiwka              | Георгіївка        | Георгиевка (Georgijewka)                |
| Hirssiwka                | Гірсівка          | Гирсовка (Girssowka)                    |
| Ihoriwka                 | Ігорівка          | Игоревка (Igorewka)                     |
| Myroniwka                | Миронівка         | Мироновка (Mironowka)                   |
| Nadeschdyne              | Надеждине         | Надеждино (Nadeschdino)                 |
| Netschkyne               | Нечкине           | Нечкино (Netschkino)                    |
| Nowokostjantyniwka       | Новокостянтинівка | Новоконстантиновка (Nowokonstantinowka) |
| Stepaniwka Perscha       | Степанівка Перша  | Степановка Первая (Stepanowka Perwaja)  |
| Tschkalowe               | Чкалове           | Чкалово (Tschkalowo)                    |
| Wiktoriwka               | Вікторівка        | Викторовка (Wiktorowka)                 |
| Wolna                    | Волна             | Волна                                   |